# Bolling Hall
Bolling Hall (* 25. Dezember 1767 im Dinwiddie County, Colony of Virginia; † 25. Februar 1836 im Elmore County, Alabama) war ein US-amerikanischer Politiker. Zwischen 1811 und 1817 vertrat er den Bundesstaat Georgia im US-Repräsentantenhaus.

## Werdegang
Nach einer guten Grundschulausbildung nahm Bolling Hall trotz seiner Jugend am Unabhängigkeitskrieg teil. Im Jahr 1792 zog er in das Hancock County in Georgia, wo er eine Farm bewirtschaftete. In seiner neuen Heimat bekleidete Hall einige lokale Ämter. Später wurde er Mitglied der von Thomas Jefferson gegründeten Demokratisch-Republikanischen Partei.
Zwischen 1800 und 1802 sowie nochmals von 1804 bis 1806 saß er als Abgeordneter im Repräsentantenhaus von Georgia. Bei den staatsweit abgehaltenen Kongresswahlen des Jahres 1810 wurde Hall für das dritte Abgeordnetenmandat von Georgia in das US-Repräsentantenhaus in Washington, D.C. gewählt, wo er am 4. März 1811 die Nachfolge von Dennis Smelt antrat. Nach zwei Wiederwahlen konnte er bis zum 3. März 1817 drei Legislaturperioden im Kongress absolvieren. In diese Zeit fiel der Britisch-Amerikanische Krieg von 1812.
Nach seinem Ausscheiden aus dem US-Repräsentantenhaus zog Hall nach Alabama, wo er in der Nähe von Montgomery eine Plantage gründete und bewirtschaftete. Im Jahr 1824 leitete er das Empfangskomitee für General Lafayette, der während seiner Reise durch die Vereinigten Staaten auch den Staat Alabama besuchte. Bolling Hall starb am 25. Februar 1836 auf seiner Plantage im heutigen Elmore County und wurde dort auch beigesetzt.